# Power trio

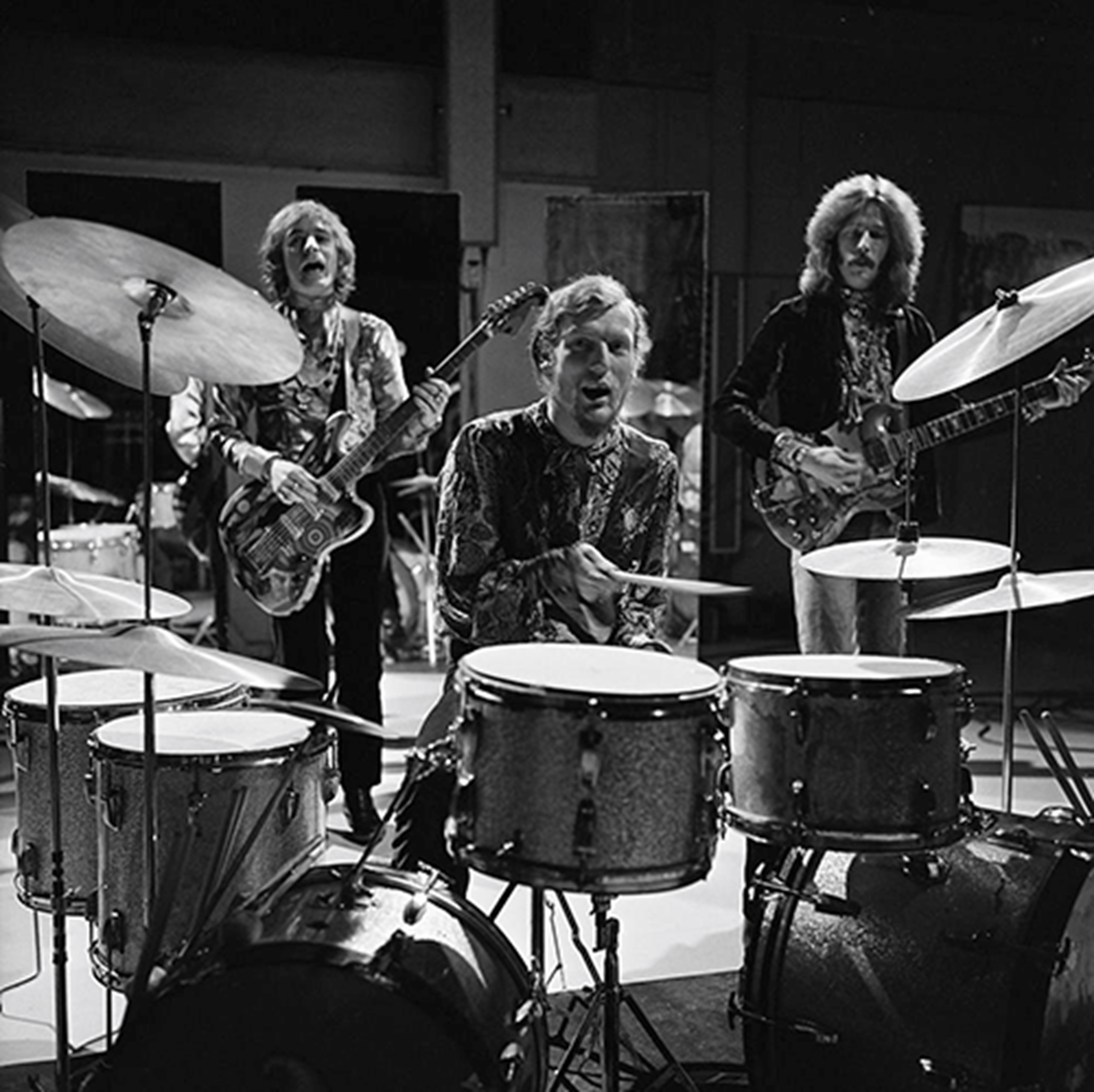
Cream, power trio composé d'Eric Clapton à la guitare électrique, Ginger Baker à la batterie et Jack Bruce à la basse, en 1968.

Un power trio est un type de groupe de rock popularisée dans les années 1960. Le power trio se compose d'un guitariste, d'un bassiste et d'un batteur, l'un des trois ou plusieurs assurant le chant éventuel. Le power trio se retrouve également dans le jazz, avec une formation batterie, contrebasse (ou basse) et piano.

## Explications
La guitare rythmique ou le piano, qu'on retrouvait souvent dans le rock, sont abandonnés, la formation obtenue renouant ainsi avec les groupes de blues des années 1950. L'arrivée du power trio a été possible en partie par le développement technologique des guitares électriques et des amplificateurs, qui a permis à cet instrument de produire beaucoup plus de volume et donc d'assurer à lui seul la complète présence mélodique de genres comme le rock, le funk, etc.

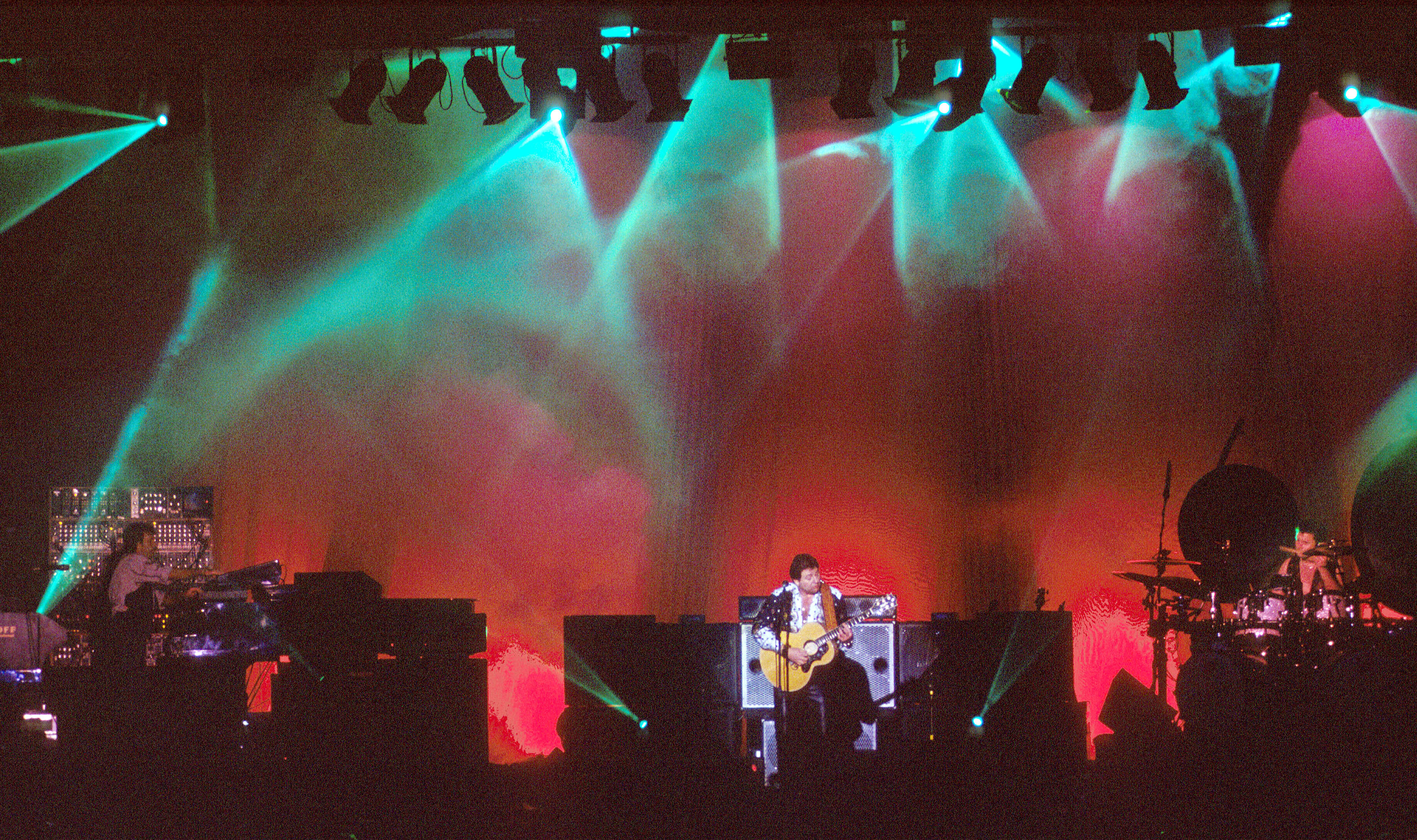
Emerson, Lake and Palmer en concert en 1992.

Cream ou The Jimi Hendrix Experience sont de parfaits modèles de power trio, même s'ils n'ont jamais été particulièrement identifiés comme tels à l'époque. ZZ Top et Motörhead sont également des power trios très populaires. Le power trio est une formation qui se prête facilement à l'improvisation. Un autre exemple notable de power trio est ELP, formé de Keith Emerson aux claviers, Greg Lake aux guitare et basse, et Carl Palmer aux percussions, trois musiciens dont le rock au style volontiers emphatique, mais virtuose, a marqué les années 1970.
Issu de la scène punk de la fin des années 1970, The Police fait évoluer sa musique du power trio vers un son clair mais toujours fortement travaillé où l'effet de chorus remplace la distorsion sur la guitare, renforçant la présence de la basse soutenue par une rythmique de batterie élaborée aux frontières du rock, du jazz et du reggae.
Dans les années 1990, le power trio a connu une nouvelle vague avec le triomphe de Nirvana. Des groupes comme Green Day, Silverchair, Muse, Placebo et bien d'autres ont marqué cette époque. Le refrain de la chanson Popular de Nada Surf est le type même du style power trio des années 1990. 